# ماندانا كريمي
مانزيه كاريمي (بالفارسية: منیژه کریمی) تعرف بأسم ماندانا كريمي هي عارضة وممثلة بالهند. ولدت في 19 مايو 1988 بطهران في إيران. بعد نجاحها في عدة مشاريع حول العالم لعرض الأزياء، شاركت في بطولة الفيلم الهندي «باج جوني». شاركت في الموسم التاسع من البرنامج التلفزيوني الواقعي بيغ بوس وحصلت فيه على المركز الثاني في 2015.

## نشأتها
ماندانا كريمي ولدت في 19 مايو 1988 بطهران في إيران، لعائلة مسلمة ذات عروق ومعتقدات مختلطة. والدها، ريزا كريمي، إيراني الجنسية ومسلم شيعي والدتها، سابا كريمي، هندية الجنسية من مسلمي السنة. تربت كريمي في طهران. وذكرت في مقابلة على التلفاز «لقد ولدت في أسرة مسلمة محافظة وبينما كبرت كنت خجولة جداً وهادئة للغاية. درست الفن. اعتدت ان اقضي معظم وقتي بغرفتي اتسلى بالأوراق والكاميرا والألوان.» وتحدثت عن صلتها بالهند قائلة «لقد اضطررت للقدوم إلى الهند عدة مرات، منها لزيارة عائلتي أو للإجازات. أيضا، عندما بدأت في مهنتي كعارضة أتتني عدة عروض من الهند لكني لم أكن مهتمة.»

## حياتها الخاصة
قالت كريمي في إحدى المقابلات، «أول فيلم شاهدته كان فيلم الشعلة عندما كنت في الثامنة أو التاسعة من عمري. والدي كان من القلائل في إيران الذين يمتلكون شريط الفيلم. مع أن الحكومة لم تكن تسمح لأحد بأن يحتفظ بشرائط فيديو.» وأكملت، «على العموم، لقد كبرت وانا أشاهد الأفلام الإيرانية، خاصة التي يخرجها من هم مثل مجيد مجيدي وممثلتي المفضلة جولشفتي فرحاني.»
تتحدث كريمي اللغة الفارسية، الإنجليزية والهندية.
في يوليو 2016، خُطبت كريمي لحبيبها، جوراف جوبتا، وهو رجل أعمال هندي من مومباي. تزوجا الأثنان في المحكمة في مارس 2017، وتلى ذلك زفاف هندي سخي في نفس الشهر.
في يوليو 2017، قدمت كريمي محضر عنف منزلي ضد زوجها وعائلته، لكنها تنازلت عنه فيما بعد في محاولة الحفظ على زواجها.

## سيرتها المهنية
بدأت كريمي مهنتها كمذيعة في التلفاز، لكنها سرعان ما تركت تلك الوظيفة لتطارد حلمها كعارضة أزياء. في 2010، بعد ما شاركت في عدة مشاريع عرض أزياء حول العالم، أتت إلى مومباي بعد إمضاء عقد عرض أزياء لثلاثة أشهر هناك. وعلقت على تجربتها في الهند قائلة «لقد كانت تجربة مختلفة، الحياة بدون عائلتي. لقد احببتها جداً. العمل كان رائعاً، لكن في ذلك الوقت قد جاءتني عروضاٌ أخرى من عدة أماكن حول العالم. ثم، في عام 2013، قد قررت الانتقال لمومباي والبدء في مهنة التمثيل.»
قامت كريمي بعمل إعلانات تلفزيونية مع شاه رو خان، سيف علي خان، كارينا كابور، شاهيد كابور وأرجون كابور.
في فبراير 2015، ظهرت كضيفة في فيلم روي. في سبتمبر 2015 تم عرض فيلمها «باج جوني». ظهرت كذلك في فيلم «أنا وتشارلز» في أكتوبر 2015 حيث ظهرت في دور مساعدة تشارلز سورباج. فيلمها التالي كان كيا كول هين هام الجزء الثالث الذي تم إصداره في 22 يناير 2016.
كريمي كانت متسابقة في برنامج الواقع بيغ بوس، حيث تعيش مجموعة من المشاهير معاً في منزل واحد كبير. يتم استبعاد شخصية كل أسبوع، بناءً على رأي المشاهدين. بدأ عرض البرنامج في أكتوبر 2015 على قناة ألوان (كولرز). كانت كريمي ضمن أخر ثلاثة في المسابقة في هذا الموسم.
في 2018، مثلت في مسلسل إيشكاباز (المحبين) إنتاج قناة ستار بلس في دور نانسي.

## أفلام
| السنة | الفيلم          | الشخصية       | ملاحظات                       |
| ----- | --------------- | ------------- | ----------------------------- |
| 2015  | روي             | أنيتا         | ظهور خاص                      |
| 2015  | باج جوني        | راتشيل دكوستا | -                             |
| 2015  | ماين اور تشارلز | ليز           | -                             |
| 2016  | كيا كول هين هام | شالو          | تأدية الصوت من قبل بريا راينا |
| 2016  | شوان زانج       | راجياشري      | -                             |

## التلفزيون
| السنة   | العنوان           | الشخصية        | القناة     | ملاجظات         |
| ------- | ----------------- | -------------- | ---------- | --------------- |
| 2015-16 | بيغ بوس 9         | متسابقة        | قناة كلورز | المركز الثاني   |
| 2016    | كوميدي نايتس لايف | ضيفة           | قناة كلورز | في أول حلقة     |
| 2016    | بيغ بوس 10        | ضيفة           | قناة كلورز | مع جوتام جولاتي |
| 2018    | إيشكاباز          | نانسي مالهوترا | ستار بلس   | -               |

## وصلات خارجية
- ماندانا كريمي على موقع IMDb (الإنجليزية)
- ماندانا كريمي على موقع قاعدة بيانات الفيلم (الإنجليزية)